# Speocyclops gallicus
Speocyclops gallicus – gatunek widłonoga z rodziny Cyclopidae. Nazwa naukowa tego gatunku skorupiaków została opublikowana w 1952 roku przez szwajcarskiego zoologa Pierre-Alfreda Chappuis i niemieckiego zoologa Friedricha Kiefera.